# الیسر
الیسر (به لاتین: Aliser) یک منطقهٔ مسکونی در افغانستان است که در ولایت خوست واقع شده‌است.